# San Cisco
San Cisco es una banda y cuarteto musical de indie rock formada en el 2009 en la ciudad de Fremantle, Australia. 
A pesar de la poca popularidad del grupo ha causado impresión ante las críticas por su primer álbum de estudio titulado por el mismo nombre del grupo "San Cisco", donde vienen sencillos como "Wild Things", y el exitoso "Fred Astaire". 
El grupo se caracteriza por tener estilos denominadas por el grupo como: "squelchy, crujiente, aerodinámico, peludo, indie" y teniendo y conservando una grande influencia del indie rock de los años 90. 
Es considerado por muchos críticos como uno de los grandes grupos futuros del rock australiano y de la música alternativa. 
La baterista Scarlett Stevens viene originalmente del grupo The Flairz.
Las bandas que se pueden considerar como influencia son: MGMT, The Flaming Lips, Vampire Weekend, Jebediah, entre otros.

## Integrantes

### Formación actual
- Jordi Davieson - vocalista, guitarra, teclados
- Josh Biondillo - vocal de apoyo, guitarra, teclados, sintetizador
- Nick Gardner - bajo, teclados
- Scarlett Stevens - vocal de apoyo, batería

## Historia

### Formación
Los tres miembros varones de San Cisco asistieron a la misma escuela secundaria, Christian Brothers College en Fremantle, mientras que Stevens asistió al cercano Iona Presentation College. [4] El cantante / guitarrista Davieson y el baterista Stevens se conocen desde la primera infancia. Con solo trece años, la primera banda de Davieson fue The Real Life Animators. [5] La banda se formó a principios de diciembre de 2005, con Albert Loss en guitarra principal y voz, Davieson en guitarra rítmica y voz, Bill Lawrie en batería y Theo Campbell en bajo. La banda tocó alrededor de Fremantle, apoyando a otras bandas como los Watts y los Flairz. Las primeras actuaciones de Stevens fueron en diciembre de 2003, a los once años, como el baterista del trío de rock, Flairz, junto con Dion Mariani y John Mariani. Mientras tanto, Biondillo y Davieson también se unieron por un interés compartido en el skate, el agua y la música. Stevens es la hija de Phil Stevens, quien cofundó Jarrah Records con John Butler Trio y The Waifs, dos bandas que también maneja. [6] [7] Biondillo ha explicado: "Comencé a tocar la guitarra cuando estaba en la escuela secundaria, alrededor del año 8 o 9, pero solo tocaba música en mi habitación. Así que lo hice hasta que conocí a Jordi y luego comenzamos a tocar juntos". [8]
A finales de 2009, Davieson, Stevens y Biondillo comenzaron a tocar música juntos y luego se les unió el bajista Gardner. Inicialmente llamado "King George", la banda cambió su nombre a "San Cisco" después de encuestar a amigos y fanáticos. Según la banda, "no hay un vínculo entre la ciudad de San Francisco y nuestro nombre San Cisco ... La razón por la que fuimos con San Cisco fue porque no es nada; como un lienzo en blanco que pudimos esculpir en lo que sea queríamos ". [9]

### Golden Revolver EP
A finales de 2010, San Cisco grabó su EP debut Golden Revolver en Perth, Australia Occidental, en Blackbird Studios. Las cinco canciones del EP fueron coproducidas por el baterista de Little Birdy Matt Checker y el veterano ingeniero / productor Steven Schram (Little Birdy, The Waifs, Cat Empire, Little Red). "Golden Revolver", el sencillo principal aclamado por la crítica del EP, recibió una gran difusión en la estación de radio nacional australiana Triple J. El DJ de Londres XFM Mike Walsh dijo sobre "Golden Revolver": "Si esta canción me fue presentada como el próximo sencillo de Vampire Weekend, No me decepcionaría ". [10]
El video musical de "Golden Revolver" muestra a la banda navegando a lo largo del río Margaret de Australia Occidental en un barco improvisado. [11] El segundo sencillo del grupo "Girls Do Cry" y una versión del sencillo de 2010 de la banda de Perth Tame Impala "Solitude is Bliss" también aparecen en el EP. Antes del lanzamiento de Golden Revolver, San Cisco fue perfilado en un episodio de diciembre de Triple J Unearthed. [12]

### Awkward EP
El segundo EP de la banda, Awkward, se lanzó en febrero de 2012 y el concepto detrás de la canción principal se reveló en una entrevista entre bastidores con Davieson: "Es una historia un poco extraña sobre un acosador, que involucra a Scarlett y a mí. Está completamente inventado". . La grabación fue lanzada a través del sello discográfico de la banda Island City Records, con distribución proporcionada por la compañía MGM. [13] El sitio web de Uber Rock informó que el EP fue bien recibido por la prensa y la radio de música británica, y que la banda había recibido el apoyo de medios de comunicación como NME, This Is Fake DIY, XFM, BBC 6Music, Absolute Radio, BBC Radio 1 y Amazing Radio. [14]
Hasta el 27 de abril de 2013, el video musical de "Awkward", publicado en el canal de YouTube de la banda "sanciscomusic", había recibido más de 5.6 millones de visitas, el video fue dirigido por Andrew Nowrojee. [15]

### San Cisco
A finales de 2011, la banda fue firmada por Albert Productions, el hogar de los principales artistas australianos como AC/DC y Megan Washington; la etiqueta describió el sonido de San Cisco como "pop tosco y de baja fidelidad" mezclado con "brillantes ganchos pegadizos". [16] Sin embargo, en septiembre de 2012, la banda abandonó Albert Productions para unirse a la lista del sello de los Estados Unidos (EE. UU.) "Fat Possum Records", un acuerdo que se hizo en asociación con RCA Records, para el lanzamiento de su álbum debut San Cisco en todos los territorios, a excepción de Australia, el 23 de noviembre de 2012; [17] [18] en Australia, la banda tomó la decisión de lanzar el álbum, junto con los sencillos "Wild Things" y "Fred Astaire", [19] [20] a través de Island City Records. [21]
La banda es el primer acto australiano en ser firmado con el sello Fat Possum; otras bandas en la lista de Fat Possum son The Black Keys, Spiritualized, Townes Van Zandt y Dinosaur Jr. [21] [22] El sello ha proporcionado la siguiente descripción de la banda en su sitio web: "En un año de mega éxitos virales de Down Under, un grupo de cuatro jóvenes amigos musicales han llegado a los niveles más altos de las listas de éxitos australianas con un intoxicante gusano para los oídos de una canción llamada "Awkward" ... Si te preguntabas cuál podría ser la canción de The Fall, la encontrarás aquí ". [23] En respuesta a una pregunta sobre el trato de la banda con Fat Possum, la banda exclamó: "¡Impresionante! Fat Possum es increíble. Todos estamos entusiasmados de ser parte de la firma". [3]
Un video musical de "Wild Things", el primer lanzamiento individual del álbum debut de la banda, se publicó en el canal de YouTube de la banda el 16 de octubre de 2012 y fue dirigido por Kasimir Burgess. [24] El sencillo también fue visto en el sitio web de la estación de radio nacional australiana Triple J. [17] Una canción extra también aparece en el álbum debut; titulada "John's Song", la canción consiste únicamente en la voz y la guitarra de Davieson. [18]
San Cisco grabó una versión de portada de la canción de Daft Punk "Get Lucky" para el segmento "Like A Version" de la estación de radio nacional australiana Triple J el 30 de mayo de 2013. La banda usa tambores bajos y bongo para su interpretación y también incorpora el N * E * R * D canción "Hypnotize U". [25] [26]

### Gracetown
A finales de 2013, la banda declaró en una entrevista que planean lanzar un nuevo álbum pronto.
San Cisco lanzó su segundo álbum, Gracetown, el 6 de marzo de 2015, cuyo título fue inspirado por Gracetown, una pequeña ciudad costera en Australia Occidental. A principios de marzo, inmediatamente antes del lanzamiento del álbum, el bajista, Nick Gardner, accidentalmente se pegó un tiro en el pie cuando un conejo disparó en la granja de un amigo cerca de Collie. Como resultado, se perdió la gira de la banda por los Estados Unidos y México, promocionando el nuevo álbum. [27]

### The Water
San Cisco lanzó su tercer álbum "The Water" el 5 de mayo de 2017. [28] Tomados del álbum están los sencillos "Slo-Mo" y "Hey, Did I Do You Wrong?", Que alcanzaron el número 10 [29] y el número 3 [30] en la lista de radio independiente de Australia consecutivamente.
Según el guitarrista de San Cisco, Josh Biondillo: "Organizamos cinco, diez días en el estudio. En su mayoría se unieron en el estudio y creo que esa es la razón por la que el sonido es un poco más similar entre las canciones: hay muchos más lazos entre ellos, similitudes. Fue una buena energía ... es la misma energía que hemos tenido desde el principio, este equipo de composición / grabación que ha desarrollado una buena sinergia y una buena relación de trabajo. Hemos aprendido las fortalezas del otro. "[28]

## Premios y reconocimientos
En la cuenta regresiva Triple J Hottest 100 para 2011, "Awkward" fue votado en la séptima posición y representó la primera aparición de Hottest 100 de la banda. [13] La canción "Awkward" también ganó los premios "Single más popular" y "Video musical más popular" en los premios 2012 Western Australia Music Industry (WAMI). [6] Awkward fue certificado Oro por las Acreditaciones ARIA 2012. [31] La banda también fue nominada para un Premio Unearthed J en noviembre de 2011. [32]
En diciembre de 2012, Triple J anunció que los oyentes de la estación habían votado a San Cisco en la posición # 10 en la "Encuesta de los 10 mejores álbumes de oyentes". En el 2012 Hottest 100, los sencillos "Wild Things" y "Fred Astaire" fueron votados en los puestos 53 y 48, respectivamente. [33]
En los ARIA Music Awards de 2013, el grupo fue nominado para Breakthrough Artist - Release, Best Independent Release y Best Dance Release por su álbum debut; y Mejor video para "Fred Astaire", dirigido por Andrew Nowrojee. [34]
En la cuenta regresiva Triple J Hottest 100 2016, "Too Much Time Together" fue votado en la posición 49. "Magic" fue nominado, pero no logró acumular suficientes votos para lograrlo.

## Discografía

### Álbumes de estudio
- 2012: "San Cisco"
- 2015: "Gracetown"
- 2017: "The Water"
- 2024: "Under The Light"

### EP
- 2011: "Golden Revolver"
- 2012: "Awkward"
- 2012: "Beach"

### Sencillos
- "Golden Revolver" (2012)
- "Girls Do Cry" (2012)
- "Awkward" (2012)
- "Wild Things" (2012)
- "Fred Astaire" (2013)
- "Run" (2014)
- "B Side" (2016)
- "SloMo" (2016)